# Xenox
Xenox is een vliegengeslacht uit de familie van de wolzwevers (Bombyliidae). De wetenschappelijke naam van het geslacht werd voor het eerst geldig gepubliceerd in 1984 door Evenhuis.

## Soorten
Het genus bevat de volgende soorten:

- Xenox delila (Loew, 1869)
- Xenox habrosus (Marston, 1970)
- Xenox nigritus (Fabricius, 1775)
- Xenox tigrinus (De Geer, 1776)
- Xenox xylocopae (Marston, 1970)